# Kassim Hadji
Pour les articles homonymes, voir Hadji.
Kassim Hadji, né le 23 mars 2000, est un footballeur international comorien qui joue comme ailier pour le club lituanien du Žalgiris Vilnius.

## Biographie

### En club
Hadji évolue en jeunes dans les clubs comoriens de Twamaya et du Volcan Club, avant de rejoindre la France et l'Olympique Rillieux. Il commence sa carrière senior avec l'Ain Sud le 4 mai 2020. Il rejoint ensuite la Suisse et le Stade Nyonnais la saison suivante. Le 17 février 2023, il rejoint la Premier League arménienne avec l'Ararat Erevan. Le 26 juillet 2024, Ararat annonce que Hadji prolonge son contrat avec le club pour une autre saison, contrat qui sera rompu le 29 janvier 2025.
Le 4 février 2025, Hadji signe avec le club lituanien du FK Žalgiris Vilnius.

### En sélection
Hadji fait ses débuts avec l'équipe nationale senior des Comores lors d'une victoire amicale 2-1 contre le Cap-Vert le 17 octobre 2023.

## Palmarès
- Vainqueur de la Supercoupe de Lituanie en 2025 avec le FK Žalgiris Vilnius[7]